# Jungle Book (phim 1942)
Jungle Book là một bộ phim màu độc lập, thuộc thể loại hành động-phiêu lưu của Ấn Độ-Hoa Kỳ sản xuất năm 1942, theo kịch bản của Laurence Stallings viết dựa trên cuốn sách The Jungle Book của Rudyard Kipling kể về một chú bé hoang dã bị bắt cóc bởi những người dân làng, những người đã đối xử tàn ác với muôn thú, đặng ăn cắp kho báu thất lạc của rừng. Bộ phim được Zoltán Korda đạo diễn, anh trai của ông là Alexander sản xuất và chỉ đạo nghệ thuật là người em Vincent. Kỹ thuật điện ảnh do Lee Garmes và W. Howard Greene phụ trách, âm nhạc của Miklós Rózsa, với Sabu Dastagir trong vai Mowgli. Do Thế chiến II, anh em nhà Korda phải chuyển việc làm phim về Hollywood năm 1940, và Jungle Book là một trong những bộ phim mà họ đã làm trong suốt thời gian ở Hollywood.

## Vai diễn
- Sabu vai Mowgli
- Joseph Calleia vai Buldeo
- John Qualen vai người thợ
- Frank Puglia vai nhà học giả
- Rosemary DeCamp vai Messua
- Patricia O'Rourke vai Mahala
- Ralph Byrd vai Durgaived
- John Mather vai Rao
- Faith Brook vai bé gái Anh
- Noble Johnson vai Sikh